# Stylops japonicus
Stylops japonicus  (лат.) — вид веерокрылых насекомых рода Stylops из семейства Stylopidae. Япония (Кюсю).
Общая длина брюшка самок около 4 мм. Длина цефалоторакса 1,05 мм, максимальная ширина 0,95 мм; интермандибулярное расстояние 0,14 мм. Характеризуется субтреугольной формой цефалоторакса с округлыми углами; рот поперечный.
Паразиты пчёл вида Andrena (Andrena) benefica (Andrena, Andrenidae). Близок к виду Stylops nitidae, обнаруженному в Европе на пчёлах Andrena (Melandrena) nitida.
Вид был впервые описан в 1985 году японскими энтомологами Тэйдзи Кифунэ (Kifune Teiji; Department of Parasitology, School of Medicine, Университет Фукуоки, Фукуока) и Ёсихиро Хирасимой (Yoshihiro Hirashima; Entomological Laboratory, Faculty of Agriculture, Университет Кюсю, Фукуока, Япония).